# Polystichum midoriense
Polystichum midoriense är en träjonväxtart som beskrevs av T. Oka och Ohtani. Polystichum midoriense ingår i släktet Polystichum och familjen Dryopteridaceae. Inga underarter finns listade.